# Globo Internacional
Globo Internacional (conocida también como Globo y anteriormente como TV Globo Internacional o TVGI) es un canal de televisión por suscripción internacional de origen brasileño, centrado en transmitir programas de TV Globo alrededor de varios países del mundo.

## Programación
Globo Internacional ofrece a todos los televidentes una gran programación variada, compuesta por series, programas, entretenimiento y especializados producidas por Rede Globo. La señal del canal es generada por TV Globo en Río de Janeiro y transmitida vía satélite a través de diferentes operadores alrededor del mundo y está disponible en más de 130 países en los cuatro continentes: América, África, Asia y Oceanía.